# Гоце Манолев
Георги Манолев или Гоце Манолов с псевдоними Пирински, Уилсон или Уйлсън е български революционер, деец на Вътрешната македоно-одринска революционна организация и Вътрешната македонска революционна организация.

## Биография
Гоце Манолев е роден през 1872 година в мелнишкото село Горна Сушица, тогава в Османската империя. Учи до второ отделение в българско основно училище в Мелник. Присъединява се към ВМОРО и е част от Сярската група на Яне Сандански. След края на Първата световна война участва във възстановяването на ВМРО и е близък на Алеко Василев. 
През 1920 година заедно с Георги Хазнатарски, Никола Хаджиев, Динчо Балкански, Петър Говедаров, Тома Радовски, Димитър Чегански, Илия Которкин и Кирил Лерински участва в дейността на митницата Попови ливади в Пирин. Целта е да се набират средства за дейността на организацията. Всички търговци плащат мита, като най-важни са били приходите от дървен материал и животни за Гърция. тютюн и вино. 
През 1924 година участва на Серския окръжен конгрес като делегат от Мелнишка околия, на който е избран за редовен член на Окръжния комитет, въпреки че е много болен и на легло. По време на Горноджумайските събития е уличен в спекулативни сделки и злоупотреби, а също и като заговорник в убийството на Тодор Александров и е убит. Негов личен архивен фонд се съхранява в Държавна агенция „Архиви“.
- Изложение на Манолев до ЦК на ВМРО по повод Горноджумайските събития, септември 1924 г.